# 안치용 (야구인)
안치용(安致溶, 1979년 2월 23일 ~ )은 전 KBO 리그 SK 와이번스의 외야수이자, 전 KBS N Sports의 야구 해설위원이다.

## 출신 학교
- 서울미성초등학교
- 신일중학교
- 신일고등학교
- 연세대학교 체육교육학과 98학번

## 아마추어 시절
신일고등학교 시절 광주제일고등학교의 최희섭과 함께 '고교 양대 거포'로 불렸고, 신일고 1년 후배 봉중근, 김광삼과 함께 3-4-5번타자 '좌-우-좌 지그재그 타선'을 구축하며 1997년 고교 야구판을 평정했다. 그 해 8월 최희섭, 봉중근과 함께 청소년 국가대표에 선발되어 캐나다 앨버타주 에드먼턴에서 벌어진 제17회 세계 청소년 야구대회에 출전, 5위를 차지한다.

## LG 트윈스시절
연세대학교 체육교육학과를 졸업한 안치용은 2002년 고졸 우선 지명권을 가지고 있던 LG 트윈스와 계약금 1억 3천만원, 연봉 2천만원에 계약 도장을 찍었다. 하지만 프로 진출 후에도 고교 시절의 배팅 감각을 찾는 데 실패, 데뷔 시즌 이후 2007년 시즌까지 6시즌 동안 1-2군을 넘나들며 자리를 잡지 못하면서 야구 팬들의 기억에서 멀어져 가게 된다.
2008 시즌 개막과 동시에 팀 내 4번 타자 최동수가 허리 부상을 입고 박용택까지 1군 엔트리에서 제외되면서 프로 데뷔 7년 만에 주전으로 발탁이 되었고, 5월 11일 대전 한화전에서 자신의 프로 데뷔 후 첫 홈런을 치는 등 2008년 5월까지 3할 5푼대의 높은 타격 스탯을 꾸준히 보여 주면서 외야수 이병규의 일본 진출로 취약해진 LG 트윈스 타선의 새로운 대안으로 다시 주목받았다. 6월 26일 대구 삼성전에서 KBO 리그 통산 13호인 사이클링 히트를 기록하였다. 2008년 1군 101경기에 출장하여 타율 .295, 52타점을 기록하였다. 투타 모두가 무너진 LG 팀에서 홀로 맹타를 휘두르며, "난세영웅 (亂世英雄)"이라는 별명을 얻었다.
2009년 시즌을 앞두고 SK 와이번스에서 FA를 선언한 외야수 이진영을 LG 트윈스에서 영입하게 되자 시즌 전부터 주전 자리가 흔들리게 되었다. 그리고 시즌 중반 박용택이 복귀하자 외야수 주전 자리에서 밀려나고, 백업이나 대타로서 주로 활약하였다. 일각에서는 펀치력을 높이기 위해 몸을 불린 것이 안치용의 부드러운 스윙을 빼앗아 갔다는 평가도 있다.
2010년 시즌 전 현금 트레이드로 이택근이 영입되고, 일본에 갔던 이병규도 LG로 복귀하게 되어 LG의 외야는 이른바 이진영, 박용택, 이택근, 이병규, 이대형의 '국가대표급 5인방'으로 채워지게 되었기 때문에 팀 내에서의 입지는 더욱 좁아졌다. 시즌 중에는 이택근, 박용택 등이 부상과 부진으로 잠시 1군 엔트리에서 제외되었을 때에 잠시 기용되기도 했으나, 불과 1군 16경기밖에 출전하지 못하고 결국 2010년 7월 28일 트레이드되었다.

## SK 와이번스시절
2010년 7월 28일 4:3 트레이드로 SK 와이번스로 이적하게 된다. 주전 내야수인 박정권, 나주환이 부상으로 이탈하여 내야수, 외야수가 필요하였던 SK 와이번스와 투수 유망주가 필요하였던 LG 트윈스의 이해 관계가 맞아 떨어져, 안치용은 최동수, 권용관, 이재영과 함께 SK 와이번스로 이적하게 되었고, LG 트윈스는 대신 SK로부터 투수 박현준, 김선규, 포수 윤상균을 받게 된 것이다. 이적 첫날에 좌익수 3번 타순으로 첫 출장해 멀티 히트를 기록했다.
2014년에는 1군에 오르지 못하면서, 2015년 1월 12일 현역 은퇴를 선언하였다.

## 야구 해설위원으로 변신
2015년 1월 12일 현역 은퇴 선언과 동시에 야구 해설자로 변신을 하게 되었음을 발표한다. KBS N Sports를 통해 해설자 생활을 시작하게 된다.

## 통산 기록
| 년도 | 팀    | 타율  | 경기수 | 타수 | 안타 | 2루타 | 3루타 | 홈런 | 타점 | 득점 | 도루 | 도루실패 | 4사구 | 삼진 | 병살타 | 희생타 | 장타율 |
| ---- | ----- | ----- | ------ | ---- | ---- | ----- | ----- | ---- | ---- | ---- | ---- | -------- | ----- | ---- | ------ | ------ | ------ |
| 2002 | LG    | 0.000 | 1      | 2    | 0    | 0     | 0     | 0    | 0    | 0    | 0    | 0        | 0     | 1    | 0      | 0      | 0.000  |
| 2003 | LG    | 0.119 | 37     | 42   | 5    | 2     | 0     | 0    | 7    | 9    | 4    | 0        | 4     | 12   | 0      | 3      | 0.167  |
| 2004 | LG    | 0.103 | 22     | 29   | 3    | 2     | 0     | 0    | 5    | 5    | 1    | 0        | 6     | 11   | 0      | 0      | 0.172  |
| 2005 | LG    | 0.143 | 13     | 7    | 1    | 0     | 0     | 0    | 0    | 1    | 0    | 0        | 0     | 2    | 0      | 1      | 0.143  |
| 2006 | LG    | 0.071 | 20     | 28   | 2    | 0     | 0     | 0    | 0    | 2    | 0    | 0        | 3     | 8    | 0      | 0      | 0.071  |
| 2007 | LG    | 0.222 | 12     | 18   | 4    | 1     | 0     | 0    | 1    | 2    | 1    | 0        | 1     | 4    | 0      | 0      | 0.278  |
| 2008 | LG    | 0.295 | 101    | 370  | 109  | 27    | 3     | 7    | 52   | 46   | 7    | 2        | 39    | 79   | 6      | 12     | 0.441  |
| 2009 | LG    | 0.237 | 90     | 224  | 53   | 5     | 1     | 5    | 30   | 29   | 3    | 2        | 28    | 47   | 3      | 4      | 0.335  |
| 2010 | SK    | 0.333 | 14     | 48   | 15   | 1     | 0     | 1    | 4    | 3    | 2    | 1        | 9     | 10   | 2      | 1      | 0.396  |
| 2011 | SK    | 0.311 | 93     | 219  | 68   | 8     | 0     | 12   | 42   | 45   | 3    | 0        | 1     | 56   | 2      | 3      | 0.511  |
| 통산 | 9시즌 | 0.250 | 326    | 768  | 192  | 38    | 4     | 13   | 99   | 97   | 18   | 5        | 90    | 174  | 11     | 21     | 0.360  |